# Christina Sussiek
Christina Sussiek (* 4. März 1960 in Werther (Westf.)) ist eine ehemalige deutsche Leichtathletin und Olympiateilnehmerin, die – für die Bundesrepublik startend – in den 1980er Jahren eine erfolgreiche Sprinterin und Weitspringerin war.
Bereits in der Jugend sprang sie 6,45 m in der Halle. Sie startete für die LG Bielefeld und wechselte später zu Bayer Leverkusen, wo Christina Sussiek von Gerd Osenberg betreut wurde.
Ihren ersten internationalen Erfolg errang Christina Sussiek bei den Halleneuropameisterschaften in Budapest im Jahr 1983. Sie gewann über die 200 Meter (23,61 s) die Bronzemedaille.
Bei den Olympischen Spielen 1984 in Los Angeles gewann Christina Sussiek mit der 4-mal-400-Meter-Staffel die Bronzemedaille.
Am 30. Januar 1981 war sie in Dortmund an einem Weltrekord der Nationalstaffel der Bundesrepublik im 4-mal-400-Meter-Lauf beteiligt (3:34,38 min: Heidi-Elke Gaugel, Christina Sussiek, Christiane Brinkmann, Gaby Bußmann).
Christina Sussiek gewann 5 Deutsche Meistertitel in Einzeldisziplinen:
1981: Weitsprung (6,81 m), Gelsenkirchen, Freiluft
1981: Weitsprung (6,74 m), Sindelfingen, Halle
1981: 200 m (22,94 s), Sindelfingen, Halle
1983: 200 m (23,20 s), Bremen, Freiluft
1983: Weitsprung (6,73 m), Bremen, Freiluft
1980 musste sie sich bei den deutschen Meisterschaften in Hannover sowohl im 100-Meter-Endlauf als auch im 200-Meter-Finale trotz großem kämpferischen Einsatz der siegreichen Annegret Richter bei Zeitgleichheit hauchdünn geschlagen geben.
Christina Sussiek startete zunächst für die LG Bielefeld und wechselte später zur LG Bayer Leverkusen an. Bei einer Größe von 1,69 m hatte sie ein Wettkampfgewicht von 55 kg.